# Jesús García
Jesús García Corona, född 13 november 1881 i Hermosillo, Mexiko, död 7 november 1907 i Nacozari de García, Mexiko, var en mexikansk bromsare som är mest känd för sitt hjältemod i samband med en tågrelaterad katastrof som inträffade i Mexiko.

## Hjältedåd
Jesús García var bromsare på tåget på linjen mellan Nacozari, Sonora och Douglas, Arizona.
Den 7 november 1907 var den ordinarie lokföraren opasslig och frånvarande och García trädde in i hans ställe. Hans tåg stoppades i gruvstaden Nacozari de García när man märkte att en hölast på tåget hade fattat eld av gnistor från lokomotivets rök. Tåget var utöver hö lastat med en större last dynamit, varför släckning var ytterst viktig.
Tågpersonalen misslyckades med släckningen varpå García beslöt att köra tåget bort från staden för att skona den och befolkningen från skador eftersom dynamitlasten onekligen skulle detonera. Eftersom det fanns en uppförsbacke i tågets bakåtriktning gick det inte att bara sätta fart på loket och lämna förarhytten, utan en lokförare behövdes ombord så att tåget inte fastnade eller gled nedför mot staden igen.
García körde tåget baklänges i full fart sex kilometer ut ur staden innan dynamiten exploderade, varvid han också dog.
Garcías mod och uppoffring har fortsatt att inspirera berättelser om hjältemod och självuppoffring.